# МКС-11
МКС-11 — одинадцятий довготривалий екіпаж Міжнародної космічної станції. Екіпаж працював на борту МКС з 17 квітня по 10 жовтня 2005 року.
Під час одинадцятої експедиції були здійснені роботи з обслуговування і розвантаження ТКГ «Прогрес» («М-52», «М-53», «М-54»), «Союз» («Союз ТМА-5»: завантаження і розстикування; «ТМА-6»: розвантаження і перестикування зі стикувальним відсіком-модулем «Пірс» (СО1) на функціонально-вантажний блок «Зоря»; «ТМА-7»: стикування) і «Спейс шаттл» («Діскавері STS-114»: стикування і розвантаження доставленої на МКС зовнішньої складської платформи ESP-2). Були проведені наукові дослідження та експерименти за російською та американською програмами, у тому числі 91 сеанс по 23-м експериментам проекту ISM «Енеїда», який було включено у задачі екіпажу відвідування ЕП-8. По завершенні станція була передана екіпажу 12-ї основної експедиції.

## Екіпаж

### Основний екіпаж
- (Роскосмос): Сергій Крикалев (6)[4] — командир
- (НАСА): Джон Філліпс (2) — бортінженер

### Дублюючий екіпаж
- (Роскосмос): Михайло Тюрін (2) — командир
- (НАСА): Деніел Тані (2) — бортінженер[5]

### Експедиції відвідування
Разом з основним екіпажем МКС на «Союзі ТМА-6» було доставлено на станцію учасника програми експедиції відвідин ЕП-8:
- (ЄКА):Роберто Вітторіо (2)

У складі дублюючого екіпажу ЕП-8 підготовку проходив:
- (ККА): Роберт Терск (2)

На Землю, у складі екіпажу «Союзі ТМА-6», повернувся учасник польоту (американський бізнесмен і п'ятий космічний турист) Грегорі Олсен (1), який прибув на станцію у складі екіпажу «Союз ТМА-7».

## Параметри польоту
- Нахил орбіти — 51,6°
- Період обертання — 92,0 хв
- Перигей — 384 км
- Апогей — 396 км

## Виходи у космос
За час 10-ї основної експедиції Сергій Крикалев і Джон Філліпс здійснили один з двох запланованих виходів у відкритий космос з стикувального відсіку-модуля «Пірс» (СО1). Вихід було здійснено 18 серпня, з 19:02 по 23:59, загальною тривалістю 4 години 58 хвилин. Основні завдання:
- Зняття контейнера № 1 обладнання «Біоріск-МСН» з модуля «Пірс»;
- Демонтаж панелі № 3 апаратури MPAC & SEED і антропоморфного фантома «Матрьошка-Е»;
- Установка резервної телекамери і заміна знімної касети-контейнера СКК № 3-СМ на СКК № 5-СМ на службовому модулі «Зірка».